# Sara (série de televisão)
Sara é uma minissérie portuguesa de dramédia criada a partir de uma ideia original de Bruno Nogueira e produzida pela Ministério dos Filmes. Esta foi a primeira obra de ficção para televisão realizada por Marco Martins que também contribuiu para o argumento, com Nogueira e Ricardo Adolfo. A narrativa acompanha a vida de uma atriz de cinema, que dá título à minissérie (interpretada por Beatriz Batarda), quando decide experimentar o mundo da novela, das redes sociais e daquilo que tornaria mais leve a sua vida e profissão. Depois de os dois primeiros episódios terem sido selecionados para a edição de 2018 do IndieLisboa, a minissérie estreou a 7 de outubro de 2018, na RTP2, e concluiu a transmissão a 18 de novembro do mesmo ano.

## Sinopse
A minissérie retrata a vida de Sara Moreno, uma atriz de cinema e teatro de quarenta e dois anos de idade que começa a questionar as suas escolhas profissionais e a sua carreira. Adorada pelos realizadores e encenadores com quem trabalha, é conhecida por conseguir chorar quando necessário e pela profundidade trágica que consegue imprimir a todas as personagens que interpreta. De resto, é sempre para esse tipo de personagem que a convidam. Mas um dia não consegue chorar. Cansada de tentar chorar, abandona a rodagem do filme. Sozinha, com um pai doente, decide deixar o cinema de autor e o teatro dos grandes textos, onde se notabilizou, e refugia-se em casa sem saber o que fazer.
Numa busca pelos tempos que correm, sem querer ficar parada na sua carreira, Sara decide experimentar a telenovela, um formato muito mais leve do que o que já estava habituada fazer. Começa também a explorar o mundo das redes sociais, das sessões fotográficas para revistas cor-de-rosa e passa a frequentar com regularidade um motivador pessoal, uma espécie de life coach de emoções, numa busca por algo diferente que a faça sentir-se mais próxima do grande público.
Ao longo dos episódios, Sara tenta adaptar-se a um estilo de vida de fama rápida e de promiscuidade, vivendo as frustrações, dúvidas e o drama de uma atriz de cinema cansada de pensar e de chorar demais.

## Equipa artística

### Elenco principal
- Beatriz Batarda, como Sara Moreno: Uma atriz de cinema e de teatro conceituada que tenta mudar drasticamente a sua carreira e o seu estilo de vida, em busca de uma existência mais "leve".[11]
- António Durães, como Henrique Moreno: Pai de Sara, é um importante escritor, que desde o acidente em que perdeu a esposa, deixa de falar e dedica-se exclusivamente àquela que será a sua derradeira obra, sobre a morte e a velhice.[12]
- Albano Jerónimo, como Agente: Uma personagem do subconsciente de Sara, entre a realidade e o sonho, que problematiza as suas maiores dúvidas, angústias e memórias.[13]
- Rita Blanco, como Júlia: A melhor amiga de Sara, foi sua colega no Conservatório de Teatro, mas acabou a trabalhar num lar de idosos, onde sente que a sua vida profissional embateu num vazio.[14]
- Tónan Quito, como Ivo: Vizinho e amante de Sara, é um cantautor amador que, incapaz de afinar a cantar, encontra no seu ídolo (Bob Dylan) a motivação necessária para enfrentar o pouco público que o segue.[15]
- Nuno Lopes, como João Nunes. O galã da telenovela Sangue de Paixão que Sara aceita protagonizar quando decide mudar de vida, representa o cliché do ator famoso, confiante e sedutor.[16]
- Gabriela Barros, como Carmen.
- Bruno Nogueira, como Life Coach Paulo Prazeres: Um guru de discursos absurdos que não passam de uma farsa montada para esconder uma vida banal, atribulada por um relacionamento tóxico.[17]

### Elenco recorrente
- Cristovão Campos, como Paulinho (5 episódios).
- Ana Tang, como Li Jing (5 episódios).
- Miguel Guilherme, como Professor Vicente (4 episódios): O suporte intelectual dos filmes de Morais, alimenta sempre a convicção deste na sua própria obra, através de um discurso pedante assente em teorias densas, que o realizador não questiona.[18]
- Tozé Martinho, como Afonso D'Orey (4 episódios).
- José Raposo, como Morais (3 episódios): Um realizador de cinema que sonha conquistar os grandes festivais internacionais.[19]
- Leonor Silveira, como Francisca Carmo (3 episódios).
- Joana Barradas, como Menina dos Ferrinhos (3 episódios).
- Inês Aires Pereira, como Nicky (3 episódios): Uma atriz da geração Morangos com Açúcar que ganha dinheiro com publicações de Instagram.[20]
- Paulo Monteiro, como Empregado de Bar (3 episódios).

### Participações especiais
- Sara Carinhas, como Jovem Atriz
- David Almeida, como Ator de Cinema[21]
- Teresa Faria, como Porteira
- Teresa Luís, como Mãe da Sara
- Ricardo Luzia, como Ricardo
- Cleia Almeida, como Editora de Revista
- Filomena Cautela, como Apresentadora de Talk-Show
- Carla Maciel, como Andreia
- Afonso Pimentel, como Diretor Criativo
- Elsa Valentim, como Amiga de Júlia #1
- Ana Brandão, como Amiga de Júlia #2
- B Fachada, como Empregado no Concerto do Ivo
- Romeu Runa, como Empregado de Hotel
- Carolina Amaral, como Cliente do Bar
- Caetana Barreto, como Menina Inglesa
- Miguel Loureiro, como Fotógrafo de Revista
- Ivo Alexandre, como Fã no Restaurante
- Flávia Gusmão, como Amiga de Júlia #3
- Eric Hannois, como Realizador de Casting Francês
- Lydie Barbara, como Atriz do Casting Francês
- Miguel Cunha, como Copy
- Maria Galhardo, como Assistente de Guarda Roupa da Novela
- Gonçalo Oliveira, como Padre no Casamento
- Ricardo Fernandes, como Professor de Cycling
- Inês Laginha como Pianista

## Equipa técnica
- Realização: Marco Martins
- Produção: Alberto M. Rodrigues e Matilde Silveira (Ministério dos Filmes)
- Autoria: Bruno Nogueira
- Argumento: Ricardo Adolfo, Marco Martins, Bruno Nogueira[22]
- Música: Nuno Malo[23]
- Fotografia: Carlos Lopes
- Som: Ricardo Sequeira
- Montagem: Guilherme Branquinho, Francisco Costa, João Rebelo[24]

## Produção

### Síntese
Sara (também intitulada Sara: O Fim de uma Carreira), é uma produção portuguesa da Ministério dos Filmes, com pós-produção da Ingreme Post Prodution e distribuição da Radiotelevisão Portuguesa.
| Episódios | Episódios | Transmissão original | Transmissão original   | Dia da semana | Audiência                      |
| Episódios | Episódios | Estreia              | Final                  | Dia da semana | Audiência                      |
| --------- | --------- | -------------------- | ---------------------- | ------------- | ------------------------------ |
|           | 8         | 7 de outubro de 2018 | 18 de novembro de 2018 | Domingo       | 29 690 espetadores 0,65% share |

### Desenvolvimento

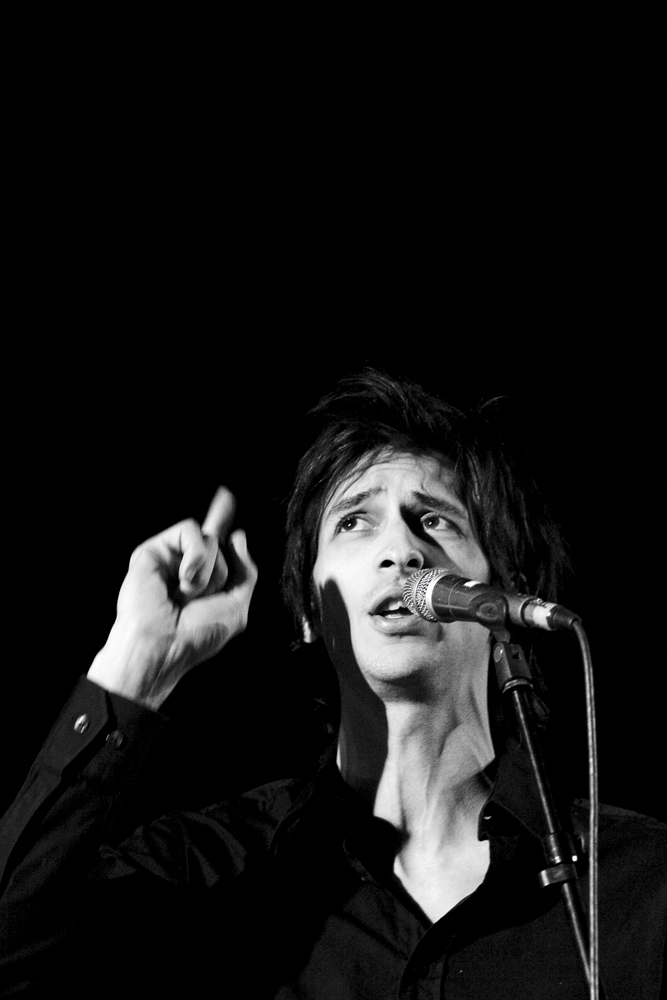
Bruno Nogueira concebeu a ideia, integrou a equipa de escrita do argumento, bem como o elenco de Sara.

Bruno Nogueira começou a conceber a ideia da minissérie em 2015, a propósito de conversas que tinha com a esposa, Beatriz Batarda, acerca de carreira. O projeto começou a desenvolver-se a partir do seu interesse em explorar o contraste entre o universo do cinema e o da televisão e do que essa mudança de um registo para o outro provoca num ator: "Isto de colocar personagens em zonas de desconforto é algo que me agrada enquanto espetador e enquanto argumentista. Provoca em quem vê, uma sensação de quase vergonha que me agrada muito". Desde a sua conceção, Nogueira procurou desenvolver a minissérie à medida de Batarda. Apesar da inspiração nas características da atriz para o desenvolvimento do papel, Batarda defende que Sara Moreno "tem mais a ver com a forma como construo personagens" do que consigo própria.
Após os anos de trabalho em São Jorge, Marco Martins pretendia integrar um projeto cujo processo fosse mais colaborativo. Ainda assim, não sentia interesse em fazer televisão. Após a apresentação da ideia de Bruno Nogueira, entusiasmou-se com a possibilidade de explorar num registo novo para si: "Nunca tinha trabalhado material humorístico desta natureza, mas havia um lado meta discursivo, na primeira sinopse que o Bruno me mostrou, que me agradava muito numa altura em que se vivia um momento delicado para o nosso meio audiovisual". Sara representa a estreia do realizador em ficção para televisão. Para a realização da minissérie, Martins reuniu as suas equipas técnica e artística habituais. Como tal, para além de si e Bruno Nogueira, o seu co-argumentista regular, Ricardo Adolfo, integra a equipa de escrita de Sara. A sua abordagem à minissérie foi também idêntica ao modo como faz cinema, tendo admitido que "No fundo, foi como fazer três longas-metragens num tempo mais contido mas tentando manter todo o meu processo de rigor".
O argumento de Sara inclui inúmeras referências culturais de Portugal, sendo as mais preponderantes a escrita de Henrique Moreno (que corresponde a excertos de A máquina de fazer espanhóis, de Valter Hugo Mãe) e as músicas do personagem Ivo (num repertório baseado nas canções de B Fachada).

### Casting
Para além de Batarda, Sara tem um elenco de atores com grande experiência em cinema e teatro e que já haviam colaborado com Marco Martins, como Albano Jerónimo, Rita Blanco, Miguel Guilherme, José Raposo e Bruno Nogueira. Nuno Lopes, que integra também o elenco, havia inclusivamente sido o protagonista de Alice e São Jorge. Batarda elogiou as escolhas para a equipa artística: "Há uma cumplicidade imediata que facilita muito. Uma partilha também no sentido de humor, (...) e nisso estamos em sintonia.

### Rodagem
Após a fase de preparação de escrita e ensaios de três meses, iniciou-se a rodagem em Lisboa. Uma das sequências mais preponderantes dos primeiros episódios da Sara, de uma filmagem de um filme de época, foi gravada em Sintra durante uma semana. Neste que é o seu primeiro projeto marcadamente trágico-cómico, para Beatriz Batarda, o ajuste às idiossincrasias de rodagem para televisão não foi automático. A atriz admitiu as dificuldades: "A televisão exige outro tipo de linguagem corporal que não é a do teatro ou do cinema. E a comédia ela própria tem um jogo de linguagem corporal particular. Aí andei sempre um bocadinho à procura da medida certa, às vezes acertava, outra vezes não, mas fui muito bem defendida na montagem."

## Lista de episódios
Abaixo, estão listados os episódios da minissérie Sara:
| Título | Argumento                                      | Realização    | Transmissão original   | Audiência   | Audiência |
| Título | Argumento                                      | Realização    | Transmissão original   | Espetadores | Share     |
| --- | ---------------------------------------------- | ------------- | ---------------------- | ----------- | --------- |
| Episódio n.º 1 | Ricardo Adolfo, Marco Martins e Bruno Nogueira | Marco Martins | 7 de outubro de 2018   | 38 000      | 0,9%      |
| A meio da filmagem de uma cena dramática, Sara percebe que não consegue mais chorar e abandona a rodagem. Ela sempre foi conhecida por chorar com facilidade e foi isso que lhe trouxe prestígio… O Agente de Sara, num cenário surreal saído do seu subconsciente, tem uma proposta de trabalho. Sara quer mudar, mas não reage bem. |                                                |               |                        |             |           |
| |                                                |               |                        |             |           |
| Episódio n.º 2 | Ricardo Adolfo, Marco Martins e Bruno Nogueira | Marco Martins | 7 de outubro de 2018   | 38 000      | 0,9%      |
| Sara aceita dar aulas de representação a uma jovem atriz de novelas. Nicky, a sua aluna, é apenas esforçada. Ainda assim, o que lhe falta em talento, sobra-lhe em patrocínios. Sara decide consultar um Life Coach. Este guru tem métodos pouco convencionais para trazer alegria à sua vida.                                        |                                                |               |                        |             |           |
| |                                                |               |                        |             |           |
| Episódio n.º 3 | Ricardo Adolfo, Marco Martins e Bruno Nogueira | Marco Martins | 14 de outubro de 2018  | 28 500      | 0,6%      |
| Sara vai a um casting para um filme francês, mas corre mal. O Agente tenta convencê-la a aceitar novos desafios. A nova vida de Sara começa: Adere às redes sociais e aos vídeos de gatinhos bebés, inscreve-se em aulas de spinning e anuncia à melhor amiga que vai fazer uma telenovela.                                           |                                                |               |                        |             |           |
| |                                                |               |                        |             |           |
| Episódio n.º 4 | Ricardo Adolfo, Marco Martins e Bruno Nogueira | Marco Martins | 21 de outubro de 2018  | 38 000      | 0,8%      |
| Sara continua a rodagem da novela Sangue de Paixão. A química com o galã, João Nunes, é evidente. As aulas com o Life Coach prosseguem: Sara tem de libertar toda a energia negativa e deixar o riso entrar. |                                                |               |                        |             |           |
| |                                                |               |                        |             |           |
| Episódio n.º 5 | Ricardo Adolfo, Marco Martins e Bruno Nogueira | Marco Martins | 28 de outubro de 2018  | 28 500      | 0,5%      |
| Convencida pelo Agente, Sara tenta mudar drasticamente a sua carreira e o seu estilo de vida. Fazer anúncios publicitários faz parte dessa existência que considera mais "leve". Sara conhece um pouco melhor a vida banal do seu Life Coach. Ele parece não perceber o que ela pretende.                                             |                                                |               |                        |             |           |
| |                                                |               |                        |             |           |
| Episódio n.º 6 | Ricardo Adolfo, Marco Martins e Bruno Nogueira | Marco Martins | 4 de novembro de 2018  | 28 500      | 0,7%      |
| A ida de Sara a casa do colega de novela João Nunes é capturada por um paparazzo. O escândalo entra, assim, na vida da atriz. O momento mais temido por Sara acontece, para desespero de todos. Numa cena emocional da novela, é preciso que a sua personagem, Ana Rita, chore.                                                       |                                                |               |                        |             |           |
| |                                                |               |                        |             |           |
| Episódio n.º 7 | Ricardo Adolfo, Marco Martins e Bruno Nogueira | Marco Martins | 11 de novembro de 2018 | 19 000      | 0,5%      |
| Muito contra a sua vontade, Sara aceita fotografar-se para a capa de uma revista cor-de-rosa. Sara aceita também dar uma entrevista ao estilo "o que dizem os seus olhos?", mas a mesma não corre muito bem. |                                                |               |                        |             |           |
| |                                                |               |                        |             |           |
| Episódio n.º 8 | Ricardo Adolfo, Marco Martins e Bruno Nogueira | Marco Martins | 18 de novembro de 2018 | 19 000      | 0,3%      |
| Depois de mais um pesadelo perturbador, Sara parece desistir. Prepara um batido detox suicida e prepara-se para o beber. Depois de visitar a rodagem do filme de que desistiu, Sara decide tomar uma medida drástica. |                                                |               |                        |             |           |
| |                                                |               |                        |             |           |

## Temas e estética
O argumento de Sara mescla vários registos, da comédia à tragédia, passando pela sátira ao meio artístico (e em particular às telenovelas). Caricatura os clichés, sobrancerias, estereótipos, a artificialidade de produtos cinematográficos e televisivos e as precariedades do mundo audiovisual. A sua escrita apresenta uma qualidade meta-discursiva, uma vez que o meio audiovisual português é caricaturado através de si mesmo. A minissérie comenta também o comportamento agressivamente oportunista dos media, bem como o paradoxo entre o desdém e as constantes indignações sociais provocadas por uma publicação na Internet. Deste modo, Marco Martins prolonga a sua abordagem orgânica sobre o trabalho com os atores. Ainda assim, estas características, aliadas a uma abordagem por vezes absurdista, são em parte inéditas na estética do realizador, mas partilhadas com as anteriores ficções de outro dos autores, Bruno Nogueira (veja-se Último a Sair e Odisseia). Sara é um prolongamento do que o autor fez em Odisseia, na sua abordagem ao cinema, televisão, teatro e publicidade contemporâneos. Segundo Nogueira, a narrativa "joga muito com os preconceitos que existem, não só meus, como os do público, os de todos nós, daquilo que é o cinema de autor, a telenovela, as redes sociais como ferramenta fundamental, ao que parece, para o trabalho do ator".
Sara, em particular as cenas que envolvem o Agente da protagonista, está repleta de referências surrealistas, que evocam o cinema de David Lynch e Luis Buñuel, e contribuem para os espetadores confundirem a realidade dentro da ficção e vice-versa. Os autores conceberam esta personagem, segundo Batarda, "como uma consciência instigadora do mal". Por isso foi decidido que seria interpretado por um homem, para criticar a necessidade de, num país com as características sociais como Portugal, as atrizes, em particular, sentirem que para poder ter voz e serem consideradas, teriam de se masculinizar e de tornar o seu discurso mais agressivo.

## Distribuição
A minissérie ante-estreou os seus dois primeiros episódios a 3 de maio de 2018, pelas 21:30, no Grande Auditório da Culturgest, no âmbito do Festival Internacional de Cinema IndieLisboa.
Sara havia sido concebida pela equipa de guionistas para ser exibida na RTP1, mas acabou por ser uma aposta da RTP2. Esta opção gerou algumas críticas, incluíndo de Bruno Nogueira: "Não é um desprimor ser na 2, mas quando a fizemos foi a pensar na RTP1... O facto de ser na RTP2 é um desencontro (com um grande público) que não estava contemplado". A estação pública justificou oficialmente esta decisão pela "aparente falta de apelo comercial" perante a programação do principal canal aberto, o que não agradou os autores. A minissérie foi transmitida aos domingos pela RTP2, onde estreou no dia 7 de outubro de 2018, com a exibição dos dois primeiros episódios. Todos os episódios estrearam no serviço de streaming RTP Play ao meio-dia na mesma data da transmissão original televisiva.
A minissérie foi retransmitida na RTP2, no horário das 00h50, a 15 de novembro de 2019, data a partir da qual regressou também à plataforma RTP Play.

## Receção

### Audiência
O episódio duplo de antestreia no IndieLisboa, foi exibido em duas sessões esgotadas. Aquando a sua estreia na RTP2, Sara conseguiu cerca de 40 mil espectadores e 0.9% de share. A audiência diminuiu nas semanas seguintes, pelo que a minissérie terminou com uma média de 29 690 espetadores e 0,65% share. Apesar destes resultados audiométricos, a popularidade de Sara foi mais evidente no meio online, onde foi amplamente discutida nas redes sociais.

### Crítica
A crítica especializada teceu, de maneira geral, comentários muito positivos a Sara, principalmente pela sua qualidade, pouco usual na ficção televisiva portuguesa. Sobre isso mesmo escreve Eurico de Barros (Time out): "Sara vem revolucionar e levar a ficção televisiva nacional a um patamar criativo superior". Também André Pereira, na plataforma Fantastic TV, defende que "a ideia e a concretização de Sara são geniais. A série é, possivelmente, das melhores produções portuguesas que já passaram em televisão". André Antunes (Comunicação Social da Escola Superior de Educação de Viseu) escreve que "Sara aparece na ficção portuguesa como uma lufada de ar fresco, longe de novelas e entretenimento duvidoso em horário nobre". Paulo André Soares, na Comunidade Cultura e Arte elogia a abordagem trágico-cómica da minissérie: "desengane-se quem pensa que é apenas uma série de humor. Tem outras camadas. Para já, tem tudo para ser uma das melhores produções portuguesas dos últimos anos". Carlos Reis (Vice), destaca igualmente o "riquíssimo argumento, onde há espaço para diversos momentos de comicidade, algum drama, determinados atalhos enigmáticos e imensa ternura. A maneira inteligente como junta a faceta intelectual ao lado corriqueiro da vida, mostra que a obra é muito mais que uma magnífica série portuguesa."
Outro dos aspetos mais comentados pela crítica especializada é a qualidade das interpretações. Na sua crítica mais moderada, Cláudia Bilé (Séries da TV) destaca isso mesmo: "Os atores estão todos de parabéns. Nenhuma das interpretações ficou aquém do que era pedido e os aspetos técnicos, a escolha de planos, os tons utilizados, etc., ajudaram a complementar os já muito sólidos desempenhos". Francisco Quintas (Cinema Planet) elogia a atriz principal, intitulando-a "irretocável Beatriz Batarda". Acrescenta ainda que os "estudantes de representação têm aqui uma aula." Carlota Real, na sua crítica para Espalha-Factos pede "uma vénia a Albano Jerónimo", pela complexidade que atribui à cena: "É tudo tão cru, racional, emocional, confuso, impetuoso e real". Rita Pinto (Shifter) destaca também Nuno Lopes, por mais uma vez se transformar "de tal forma que não há como não acreditar que é a pessoa que vemos no ecrã". Joana Moreira, na revista Elle, defende que até o elenco mais secundário merece largos elogios, nomeadamente, Inês Aires Pereira, por ter "uma graça natural tão própria que torna tudo o que é risível ainda mais hilariante".

### Premiações
A minissérie foi distinguida com vários galardões, de entre os quais se destaca a entrega, a 27 de março de 2019, da distinção de Melhor programa televisivo de ficção, nos prémios atribuídos pela Sociedade Portuguesa de Autores.
| Ano  | Premiação                             | Categoria                  | Trabalho                                             | Resultado | Ref.   |
| ---- | ------------------------------------- | -------------------------- | ---------------------------------------------------- | --------- | ------ |
| 2019 | Prémio Autores                        | Televisão: Ficção          | Sara, Ricardo Adolfo, Marco Martins e Bruno Nogueira | Venceu    | [ 73 ] |
| 2019 | Prémios Sophia da Academia Portuguesa | Melhor série ou tele-Filme | Sara, Ricardo Adolfo, Marco Martins e Bruno Nogueira | Venceu    | [ 74 ] |
| 2019 | Tropheus TV 7 Dias                    | Melhor série               | Sara, Ricardo Adolfo, Marco Martins e Bruno Nogueira | Indicado  |        |
| 2019 | Tropheus TV 7 Dias                    | Série: Melhor atriz        | Beatriz Batarda                                      | Indicado  |        |
| 2019 | Tropheus TV 7 Dias                    | Série: Melhor atriz        | Rita Blanco                                          | Indicado  |        |
| 2019 | Tropheus TV 7 Dias                    | Série: Melhor ator         | Nuno Lopes                                           | Indicado  |        |